# Hrabstwo Bowman

Piramida wieku hrabstwa

Hrabstwo Bowman (ang. Bowman County) to hrabstwo w południowo-zachodniej części stanu Dakota Północna w Stanach Zjednoczonych. Hrabstwo zajmuje powierzchnię 3 022,49 km². Według szacunków United States Census Bureau w roku 2006 miało 2 991 mieszkańców. Siedzibą hrabstwa jest Bowman.

## Miejscowości
- Bowman
- Gascoyne
- Scranton
- Rhame